# Národní fotbalová asociace Bruneje
Národní fotbalová asociace Bruneje (malajsky: Persatuan Bolasepak Kebangsaan Negara Brunej Darussalam) je řídícím orgánem fotbalu v Bruneji, který spravuje národní fotbalový tým Bruneje. Asociace je nástupnickou organizací fotbalového svazu Brunej Darussalam (FABD), založeného roku 1959, který byl v roce 2008 zakázán mezinárodním fotbalovým svazem (FIFA) a asijským fotbalovým svazem (AFC) za neoprávněné vládní zásahy.

## Zákaz
Zákaz pro Brunejskou fotbalovou asociaci byl zrušen v roce 2011.